# Pierre Zalloua
 (octobre 2019).
Pierre Zalloua (en arabe : بيار زلّوعة), né le 9 février 1965 à Zghorta au Liban, est un biologiste libanais, actuel doyen de la faculté de médecine de Byblos, appartenant à l'université américaine de Beyrouth. 

## Biographie et cursus universitaire
Zalloua naît dans la ville de Zghorta au Liban, le 9 février 1965. Il obtient son diplôme en biologie de l’université américaine de Beyrouth en 1987, ainsi qu’une maîtrise en génétique de l’université d’État de San José en Californie en 1990. Il effectue un doctorat en génétique au sein de l’université de Californie à Davis, entre 1990 et 1996, pour devenir docteur en génétique en 1996. Au cours de son cursus universitaire, il obtient plusieurs bourses de recherche notamment une bourse en génétique à l’Université de Californie à Davis (1996-1997), en biologie moléculaire par Applied Biosystems (1997-1998) et en génétique des populations en 1998, ainsi qu’en 2001 à la Harvard School of Public Health.

## Carrière professionnelle
Le 1er octobre 2013, Pierre Zalloua est nommé doyen des études supérieures et de la recherche. Il est notamment doyen de l’Université de pharmacie, du mois d'octobre 2012 jusqu’à septembre 2013, ainsi que professeur de génétique à l’Université de médecine[Où ?]. En 2007, Pierre Zalloua rejoint l'Université américaine du Liban (en). Il occupe également le poste de professeur auxiliaire en santé environnementale à la Harvard School of Public Health. 